# Luksor (stacja kolejowa)
Luksor – stacja kolejowa w Luksorze, w muhafazie Luksor, w Egipcie. Stacja posiada 2 perony.